# Институционална револуционарна партија
Институционална револуционарна партија (шп. Partido Revolucionario Institucional) је политичка партија која делује у Мексику. Основана је 1929. године од стране председника Плутарка Елијаса Каљеса те је била владајућа странка у Мексику све до краја 20. века, а што је Мексико учинило једним од најпознатијих примера де факто једнопартијске државе са де јуре вишепартијским системом.
На самом почетку је ПРИ у идеолошком смислу била лево оријентисана, те је дан-данас члан Социјалистичке интернационале. Током вишедеценијске владавине њена политика је скретала удесно, те се ПРИ данас сматра странком центра. Током дуге владавине, а поготово у последњим деценијама, ПРИ је такође била чест предмет оптужби за корупцију, као и склоност одржавању власти уз помоћ кршења људских права и изборних превара.
Монопол ПРИ на власт је начет тек од краја 1980-их када су на места гувернера савезних држава први пут били изабрани кандидати опозиционих странака — десничарске ПАН а потом и левичарске ПРД, да би до 2000. ПРИ изгубила већину у Конгресу и место председника.